# Скорюково
Скорю́ково (рос. Скорюково) — присілок у складі Кічменгсько-Городецького району Вологодської області, Росія. Входить до складу Єнангського сільського поселення.

## Населення
Населення — 36 осіб (2010; 43 у 2002).
Національний склад (станом на 2002 рік):
- росіяни — 100 %